# Boston (borough)
Boston – dystrykt w hrabstwie Lincolnshire w Anglii.

## Miasta
- Boston

## Inne miejscowości
Algarkirk, Amber Hill, Benington, Bicker, Butterwick, Fosdyke, Frampton, Kirton, Leverton, Old Leake, Sutterton, Swineshead, Wigtoft, Wrangle, Wyberton.